# Vrebos
Vrebos is een gehucht van Everberg, een deelgemeente van het Vlaams-Brabantse Kortenberg. Het gehucht ligt op een hoogte van honderd meter boven de zeespiegel.
Vrebos grenst aan Leefdaal, een deelgemeente van Bertem, en Moorsel, een gehucht van Tervuren. Met deze buurgemeenten zijn er goede verbindingen, maar richting Everberg is er slechts één toegangsweg. Vrebos is namelijk afgesneden van Everberg door de E40 die door de gemeente loopt.
Via de buslijn 318 van De Lijn is Vrebos verbonden met de stad Brussel.